# Haplografia
Haplografia (od gr. ἁπλόος haplóos lub ἁπλοῦς haploûs „pojedynczy, prosty” i γραφία grafía „pisanie”) – omyłkowe pominięcie, podczas przepisywania tekstu, jednej z dwóch stojących obok siebie identycznych liter lub sylab.
Jeżeli dwie identyczne litery stały obok siebie, zdarzało się, że kopista nieświadomie opuszczał jedną z nich. Taki błąd określa się mianem błędu haplografii. Termin ten dotyczy również sylab czy większych stojących obok siebie identycznych jednostek przepisanych tylko raz.
W przypadku rękopisów biblijnych, jako przykład błędu haplografii podawany jest często J 1, 3, który w wielu rękopisach ma lekcję: οὐδὲ ἔν oudè én („ani jeden”) i jest to prawdopodobnie oryginalne brzmienie tego tekstu. Niektóre rękopisy zamieniają to na: οὐδέν oudén („nic”). 
Przykładem błędu haplografii jest termin idolatria pochodzący od gr. εἰδωλολατρεία eidōlolatreíā (pominięta została sylaba λο), który w takiej właśnie skróconej formie przyjął się w wielu współczesnych językach.